# Eunomia-asteroid
För andra betydelser, se Eunomia (olika betydelser).

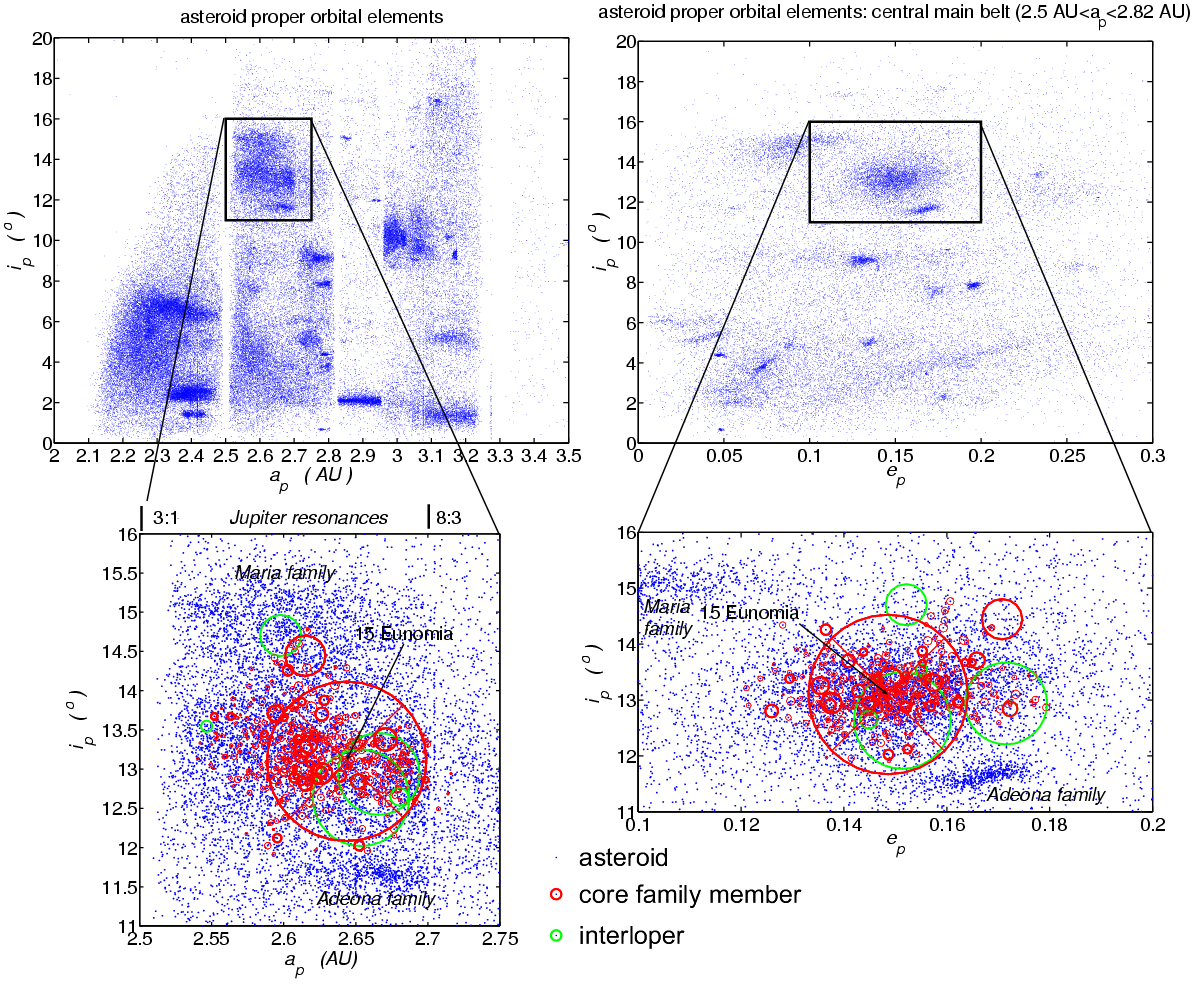
Lokalisering och struktur av Eunomia-familjen.

Eunomia-asteroiderna, eller Eunomia-familjen, är en stor grupp asteroider i asteroidbältet. Den är en av de största asteroidfamiljerna, den har fler än 6 000 kända medlemmar.
Gemensamt för asteroider i gruppen är att de har en omloppsbana runt solen med en halv storaxel på mellan 2,53 och 2,72 AU, en excentricitet mellan 0,078 och 0,218 AU och en banlutning på mellan 11,1° och 15,8°.
Asteroiderna i gruppen har också en banresonans med Jupiter på mellan 3:1 och 8:3.
Familjen har fått namn efter sin största medlemmen 15 Eunomia.